# Clementine (film)
Clementine is een Zuid-Koreaans/Amerikaanse actiefilm/drama uit 2004 van regisseur De-Yeong Kim.
Acteur Steven Seagal speelt in de film de rol van kooivechtkampioen Jack Miller.